# 諸羽神社
諸羽神社（もろはじんじゃ）は、京都府京都市山科区四ノ宮にある神社である。旧社格は郷社。通称は四の宮（しのみや）。

## 祭神
- 天児屋命（あめのこやねのみこと）[1][3]
- 天太玉命（あめふとたまのみこと）[1][3]

## 地理
かつての宇治郡四宮村の西端の山中に鎮座している。諸羽神社は山城国宇治郡山科郷の「第四の宮」であり、諸羽神社が四宮村という地名の由来であるとする説がある。この地域は古くから京都への出入り口にあたる要衝の地で、人康親王の史跡が多い現在の京阪京津線四宮駅に近い。諸羽神社境内にある琵琶石も人康親王由来と伝わる。四ノ宮、安朱、竹鼻の3地区の産土神である。

## 歴史
清和天皇の治世の貞観4年（862年）に社殿が造営されたとされるが、詳細は不明である。かつては兩羽大明神（もろはだいみょうじん）と称したが、やがて「兩羽」は「諸羽」に改められた。社殿は応仁の乱（1467年-1477年）で焼失した。応仁の乱後に再建された社殿は、明和元年（1764年）に火災に遭い、この際に古記録の大半が焼失している。明和2年（1765年）に復興したとされるが、天明年間（1781年-1789年）にも火災に遭った。現在の社殿は19世紀中頃につくられた。
1873年（明治6年）8月には村社に列せられ、1883年（明治16年）1月には郷社に昇格した。

## 境内

### 琵琶石
『伊勢物語』七十八段で藤原常行が山科の禅師の親王に献上した「紀の国の千里（ちさと）の浜の石」と伝えられるが、真偽の程は不明。

### 本社
本社の造営年代は不明だが、細部様式から19世紀中頃と見られる。

### 摂社・末社
- 末社（天満宮・稲荷社） - 本殿の西側北隅

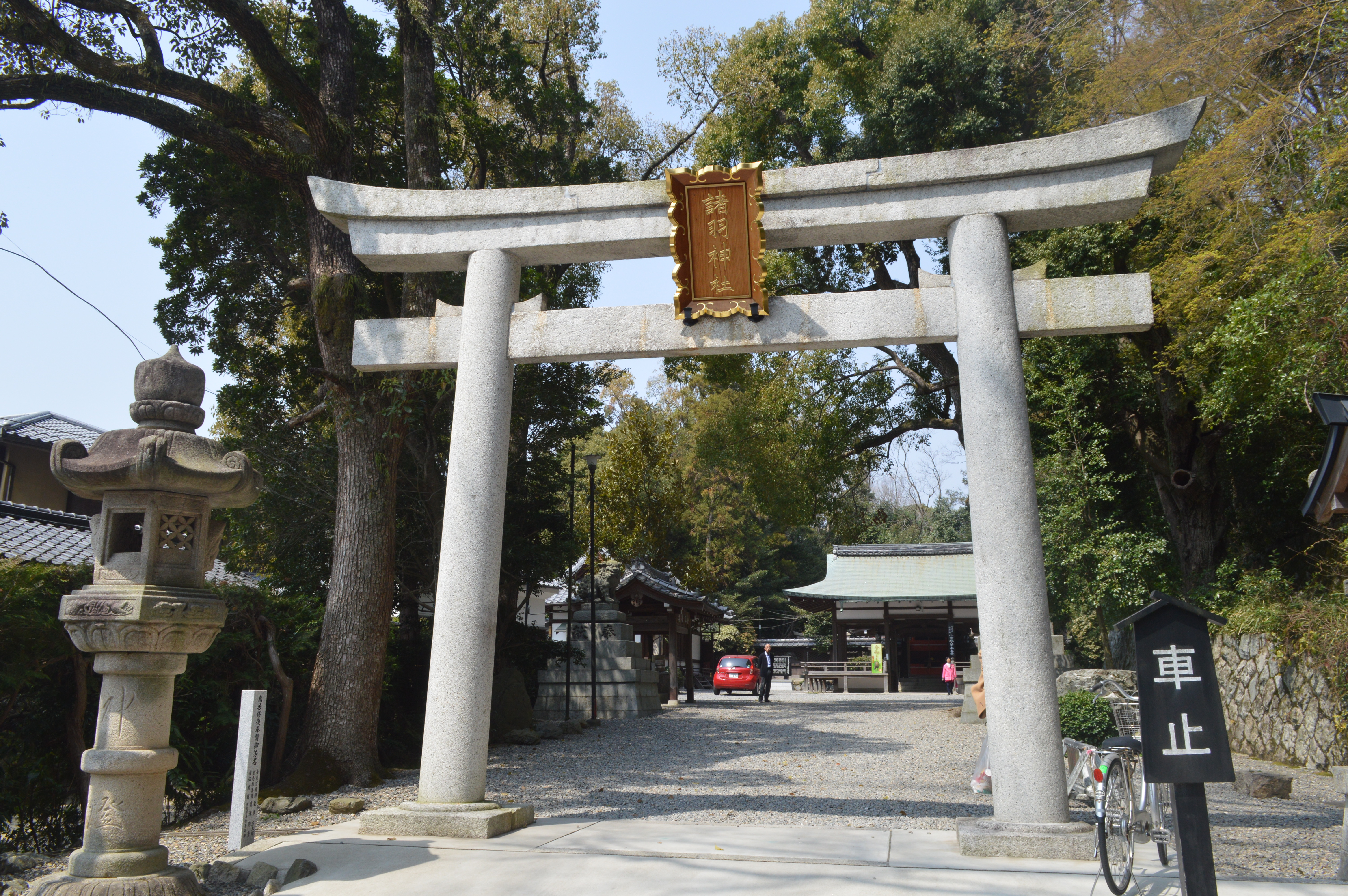
鳥居
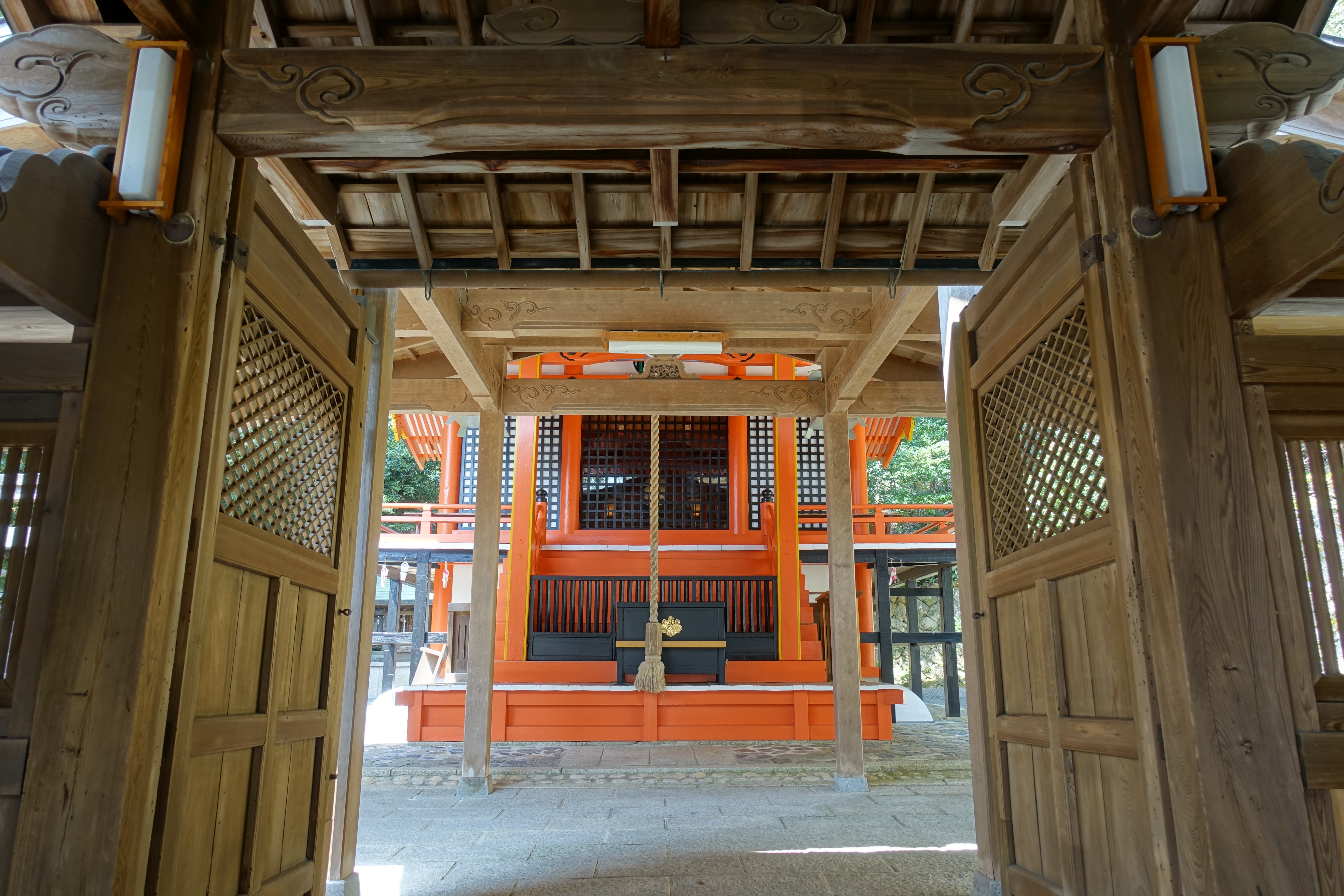
境内
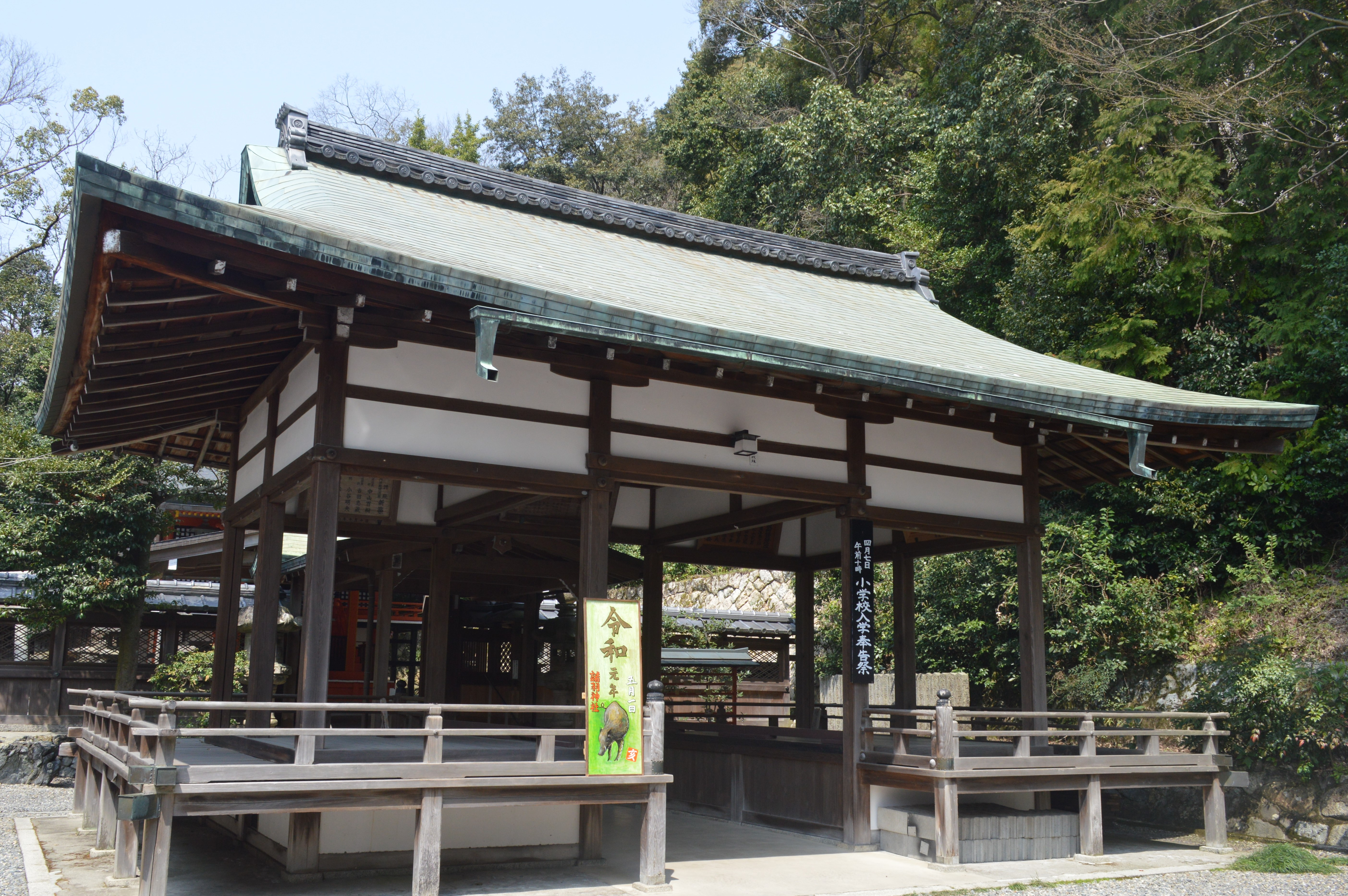
拝殿
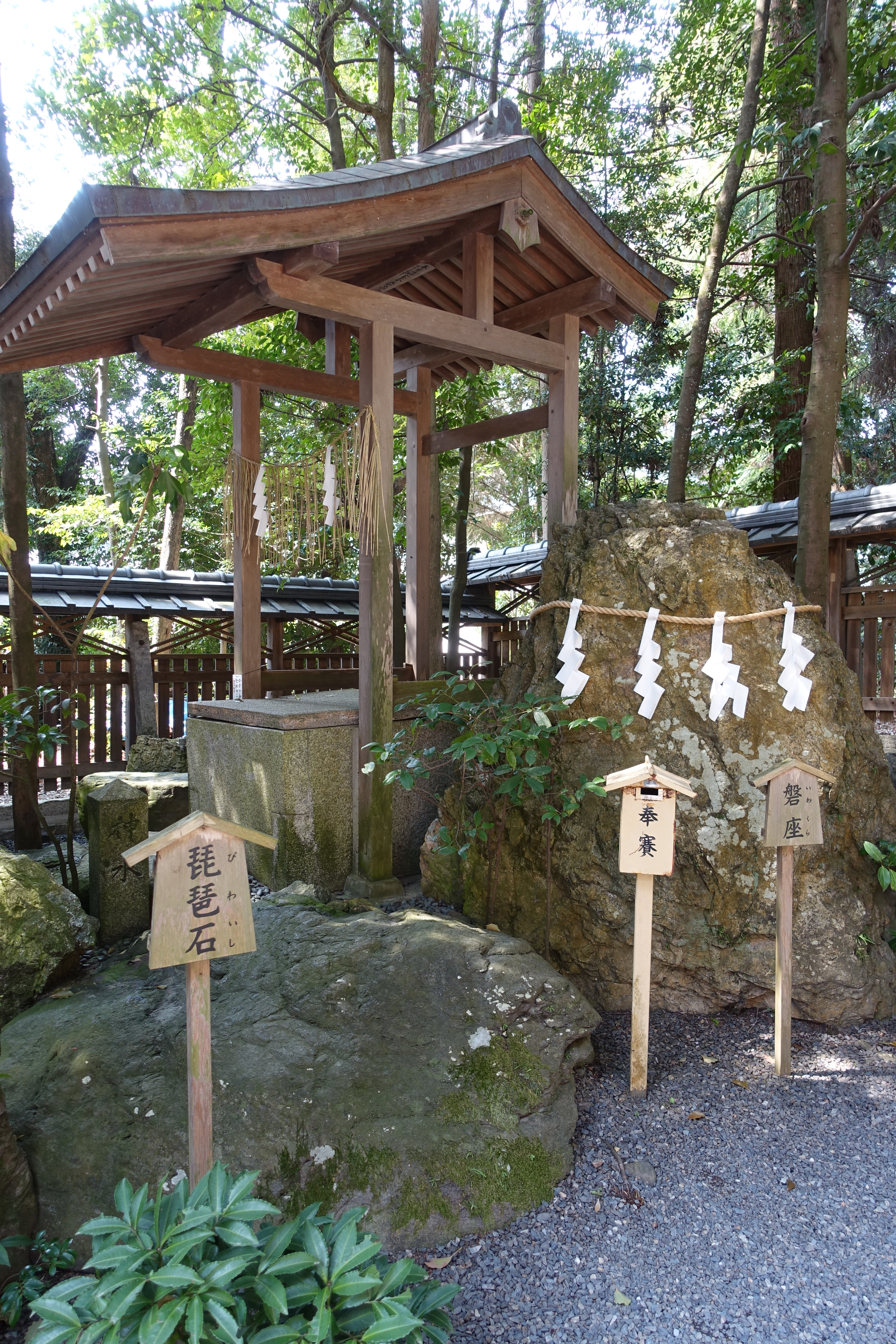
琵琶石と磐座

## 祭事
- 小学校入学奉告祭：4月第一日曜日（春季大祭）
- 例祭：4月16日　[11]
- 神幸祭：10月第三日曜日（秋季大祭）[12]

## 現地情報
所在地
- 京都府京都市山科区四ノ宮中在寺町17

交通アクセス
- JR東海道本線山科駅から徒歩10分
- 京阪京津線山科駅から徒歩10分